# Берлинско-бранденбургские диалекты
Берлинско-бранденбургские диалекты (нем. Berlin-Brandenburgisch) — собирательное название некоторых немецких диалектов Берлина и Бранденбурга. Самым известным диалектом берлинско-бранденбургского является собственно берлинский. В другой интерпретации территория Берлина и Бранденбурга является областью распространения лужицко-новомаркских диалектов, включающих южномаркский и новомаркский.